# Antoni Trębicki
Antoni Trębicki (Trembicki) herbu Ślepowron (ur. 1765, zm. 25 sierpnia 1834 w Łomnie) – prawnik, poseł inflancki na Sejm Czteroletni w 1790 roku, pisarz, pamiętnikarz i działacz Kuźnicy Kołłątajowskiej, pionier techniki rolnej (agronom), propagator płodozmianu bezugorowego, założyciel manufaktury maszyn rolniczych w Łomnie, postulator utworzenia wyższej szkoły rolniczej.

## Życiorys
Urodził się w rodzinnej Płoszczy (woj. grodzieńskie), jako syn Kazimierza (łowczy kijowski, zm. 1770) i Honoraty z Nietyków. Mąż Zofii Trębickiej z domu Rykaczewskich. Ojciec Stanisława, Kazimierza, Aleksandra, Antoniego i Zofii.
W latach młodości był klientem rodu Radziwiłłów. Około roku 1788 rozpoczął pracę w kancelarii sztabu generalnego wojsk Wielkiego Księstwa Litewskiego. Stanowisko regenta sprawował przez kilka lat, początkowo w stopniu porucznika kawalerii narodowej. W tym okresie (1788) zabiegał o względy m.in.: M. Garnysza i M. Poniatowskiego. W roku 1789, jako adiunkt, brał udział w poselstwie Piotra Potockiego do Konstantynopola (zawrócił z drogi z racji złego znoszenia warunków podróży morskiej, z Korfu 28 grudnia 1789). W czasie Sejmu Czteroletniego występował w obronie miast. 29 kwietnia 1791 roku przyjął obywatelstwo miejskie w ratuszu Starej Warszawy. 2 maja 1791 roku podpisał asekurację, w której zobowiązał się do popierania projektu Ustawy Rządowej. Członek Zgromadzenia Przyjaciół Konstytucji Rządowej, w którym pełnił funkcję sekretarza. W 1792 przystąpił do konfederacji targowickiej, później złożył akces do insurekcji kościuszkowskiej. Od 1811 członek Towarzystwa Przyjaciół Nauk w Warszawie. W 1812 roku przystąpił do Konfederacji Generalnej Królestwa Polskiego. 
W 1799 roku nabywa dobra skarbowe Łomna k. Warszawy i urządza tam wzorowe gospodarstwo rolne. Wprowadza nowe techniku uprawy i hodowli. Z czasem powstaje manufaktura urządzeń rolniczych produkujące ze wzorów brytyjskich. Postuluje utworzenie wyższej szkoły rolniczej dla której zapleczem miały być dobra Łomna. Wyższa szkoła powstaje jako: "Instytut Agronomiczny na Marymoncie (1819)".
W XVIII wieku był członkiem czynnym loży wolnomularskiej Świątynia Izis.

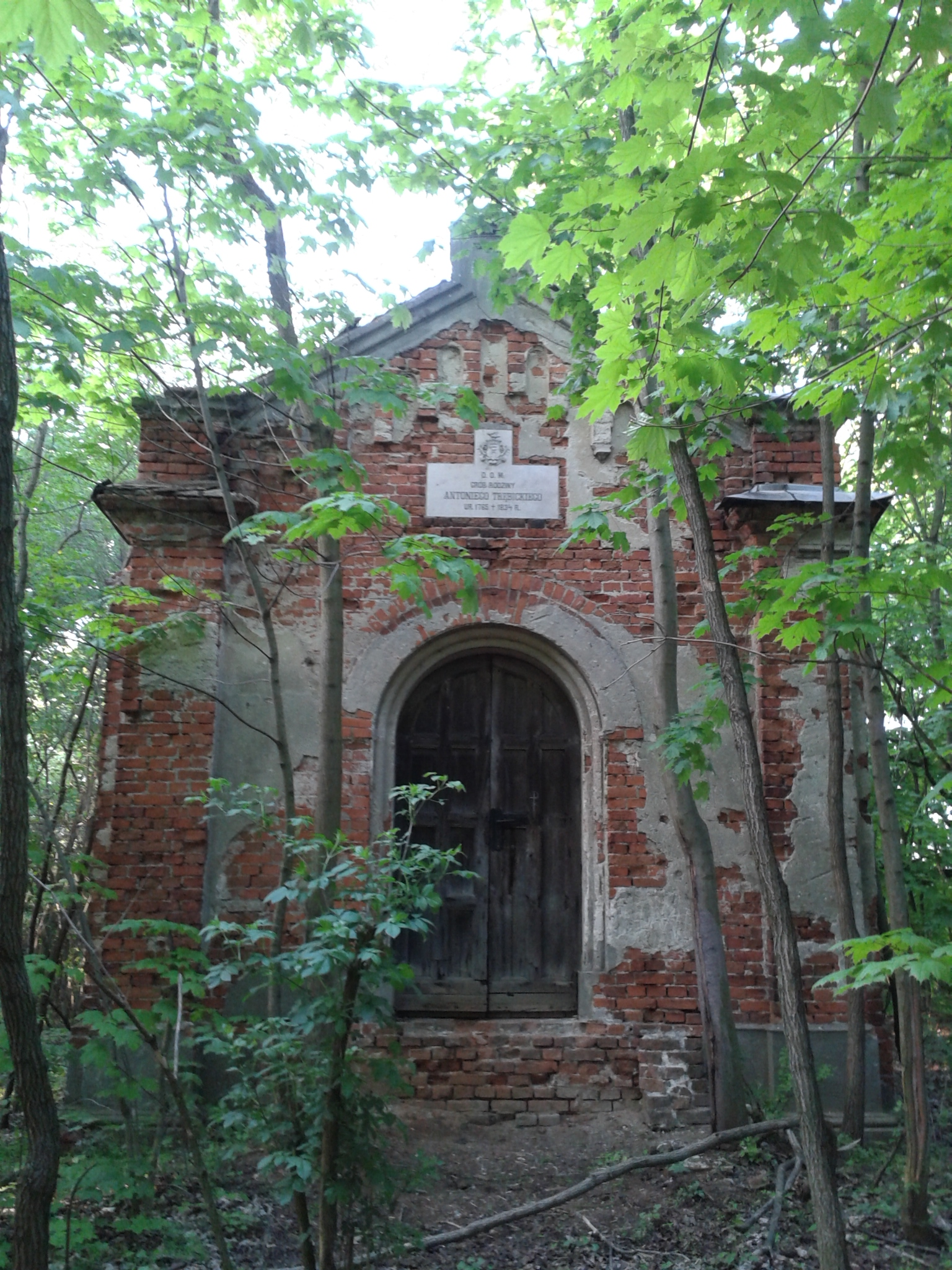
Kaplica Trębickich w Łomnej stan z 2015

Pochowany został w rodzinnym grobowcu w Łomnie.
Wśród jego potomków był profesor Stanisław Wincenty Kasznica z synami: działaczem NSZ Stanisławem Kasznicą i żołnierzem Wojska Polskiego Janem Kasznicą.

## Twórczość
Autor Prawa politycznego narodu polskiego (1789), Odpowiedzi autorowi prawdziwemu uwag Dyzmy Bończy Tomaszewskiego nad konstytucją i rewolucją dnia 3 maja (1792), Opisania Sejmu ekstraordynaryjnego podziałowego roku 1793 w Grodnie oraz O rewolucji roku 1794 (wydane w 1967), O gospodarstwie w ugorze, Warszawa 1817.

### Ważniejsze dzieła i mowy
1. Prospectus dzieła pod tytułem: Prawo Obojga Narodów, zebrane od roku 1346 do roku 1786 i do druku podane (Warszawa 1788), porównaj Prace edytorskie poz. 1
2. Uwagi nad prawem polskim, wyd. jako przedmowa do: Prace edytorskie poz. 1
3. Głos... na sesji sejmowej dnia 3 lutego 1791 w interesie szlachty kurlandzkiej, "Przyjaciel Ludu" 1849 nr 210
4. Zdanie... na sesji sejmowej dnia 4 lutego 1791 względem kupna pałacu dla posła rosyjskiego, brak miejsca wydania (1791)
5. Głos... na sesji sejmowej dnia 28 marca r. 1791 miany przy podaniu projektu względem stanu miejskiego, brak miejsca wydania (1791); "Gazeta Warszawska" 1791 nr 26 Suplement
6. Projekt: Miasta nasze królewskie w krajach Rzeczypospolitej... (podany na sesji 28 marca 1791), brak miejsca wydania (1791), wyd. 2 pt. Od Deputacji do miast wyznaczony projekt: Miasta nasze... podany przez... z poprawką omyłek w pierwszym egzemplarzu zaszłych, brak miejsca wydania (1791); przedr. "Materiały do dziejów Sejmu Czteroletniego" t. 4, Wrocław 1961
7. Głos... przy decyzji projektu o kandydatach do najwyższych magistratur po powiatach wybierać się mianych, brak miejsca wydania (1791); "Gazeta Narodowa i Obca" 1791 nr 90
8. Zdanie... na sesji sejmowej dnia 24 listopada 1791 r. w materii królewszczyzn, brak miejsca wydania (1791)
9. Zdanie in turno... w materii deklaracji względem manifestów przeciw sejmowi i rządowi dnia 6 grudnia r. 1791, brak miejsca wydania (1791)
10. Zasady do projektu wieczystego urządzenia królewszczyzn, brak miejsca wydania (1791)
11. Projekt do zdania Prześwietnej Deputacji dla miast wyznaczonej ułożone, brak miejsca wydania (1791); autorstwo wątpliwe (drukowany anonimowo)
12. Projekt, czyli zdanie do Projektu, od Prześwietnej Deputacji dla miast wyznaczonej ułożone, brak miejsca wydania (1791); autorstwo wątpliwe (drukowany anonimowo)
13. Odpowiedź autorowi prawdziwemu Uwag Dyzmy Bończy Tomaszewskiego na konstytucją i rewolucją dnia 3 maja, (drugi tytuł:) Do moich współziomków i przychylnych, i nieżyczliwych konstytucji 3 maja, brak miejsca wydania (1792)
14. Do publiczności. Dat. 27 maja 1794 r. w Warszawie, Warszawa 1794, przedr. J. Kowecki w aneksie do wydania poz. 16 (pt. Obrona A. Trębickiego), egz. unikatowy pierwodr. w Ossolineum sygn. XVIII-23063-IV, (w przypisie podano ekstrakt akcesu Trębickiego do Targowicy)
15. Warszawa, 6 czerwca 1794 r. Gdy cnota i sprawiedliwość na zwaliskach przemocy... wzięła nareszcie górę..., "Gazeta Wolna Warszawska" 1794 nr 13 Dodatek, przedr. J. Kowecki w aneksie do wydania poz. 16 (pt. Druga obrona A. Trębickiego)
16. Opisanie sejmu ekstraordynaryjnego podziałowego roku 1793 w Grodnie, powst. 1793, z autografu Biblioteki Narodowej (BOZ sygn. 1179) wydał i oprac. (razem z poz. 20) J. Kowecki, (Warszawa) 1967 "Biblioteka Pamiętnikarzy Polskich i Obcych"; edycja ta zawiera ponadto w aneksie: poz. 14-15, 21; Listy poz. 2 (fragm.)
17. O owcach rzecz, "Nowy Pamiętnik Warszawski" t. 16 (1804), t. 17 (1805)
18. Gospodarz wiejski o ospie owczej i środkach zmniejszania jej szkodliwości..., Warszawa 1816
19. Informacja dla ekonomów względem uprawy traw i warzyw na paszę i użycia potrzebnych w niej narzędzi, Warszawa 1817, wyd. 2 pt. O gospodarstwie w ugorze, informacja..., Wilno 1824; fragmenty przedr. "Gazeta Wiejska" t. 3 (1819), s. 113-128
20. O rewolucji roku 1794, powst. około roku 1825, z autografu Biblioteki Narodowej (BOZ sygn. 885) wydał i oprac. (razem z poz. 16) J. Kowecki (Warszawa) 1967 "Biblioteka Pamiętnikarzy Polskich i Obcych"; fragmenty ogł. W. Smoleński: Uwięzienie Kołłątaja, "Biblioteka Warszawska" 1899 t. 4
21. Ambasada Potockiego, starosty szczerzeckiego, do Stambułu, powst. po roku 1830, nieukończone; z autografu Biblioteki Narodowej (BOZ sygn. 886) wydał i oprac. J. Kowecki w aneksie do poz. 16; fragm. w "Miesięczniku Literackim" 1967 nr 8.

Swe artykuły, mowy i rozprawy zamieszczał Trębicki w czasopismach: "Gazeta Narodowa i Obca" (1791-1792), "Nowy Pamiętnik Warszawski", "Dziennik Towarzystwa Królewskiego Gospodarczo-Rolniczego" (1812 nr 1-2).
Ponadto, zdaniem F. M. Sobieszczańskiego, Trębicki od roku 1809 miał jakoby spisywać swe dzienniki (które uznano za nieznane).

### Przekłady
1. J. Müller: Historia powszechna, rękopis ofiarowany w roku 1820 Towarzystwu Przyjaciół Nauk
2. O jezuitach, autograf: Biblioteka Narodowa (BOZ sygn. 854); przekł. dziełka Les Jésuites criminales de leze(!) majesté dans la théorie et dans la pratique, Amsterdam 1760, z przedmową tłumacza.

### Prace edytorskie
1. Prawo polityczne i cywilne Korony Polskiej i Wielkiego Księstwa Litewskiego, to jest: Nowy zbiór praw Obojga Narodów od roku 1347 aż do teraźniejszych czasów t. 1, Warszawa 1789; t. 2 pt.: ... praw Obojga Narodów, w którym są umieszczone wszystkie prawa Korony Polskiej aż do roku 1791 do ostatnich zapadłych sejmowych ustaw, Warszawa 1791, (dedykowane Michałowi Hieronimowi Radziwiłłowi; władze pruskie nadały zbiorowi charakter oficjalny; porównaj także Ważniejsze dzieła i mowy poz. 1-2).

### Listy
1. Do Radziwiłłów z lat 1789-1799, rękopisy: Archiwum Główne Akt Dawnych (Archiwum Radziwiłłów dz. V, sygn. 16412)
2. Do Stanisława Augusta 5 listów z lat 1790-1792 oraz do Generalności Litewskiej konfederacji targowickiej z 22 września 1792; rękopisy: Biblioteka Czartoryskich sygn. 721, 736, 932; 3 listy do króla i list do Generalności ogł. J. Kowecki w aneksie do wydania poz. 16 Ważniejszych dzieł i mów
3. Do Stanisława Augusta z roku 1793, rękopisy: Archiwum Główne Akt Dawnych (Archiwum Królestwa Polskiego pudło 90, sygn. 356)
4. Do Stanisława Augusta z roku 1793, rękopisy: Archiwum Główne Akt Dawnych (Zbiór Popielów sygn. 69)
5. Do Stanisława Augusta z lat 1796-1797, rękopisy: Archiwum Główne Akt Dawnych (Zbiór wydzielony z Archiwum Jabłonny).

## Wybrane opracowania dot. twórczości Trębickiego
1. Kodeks Stanisława Augusta. Zbiór doukmentów, wyd. S. Borowski, Warszawa 1938
2. Kuźnica Kołłatajowska. Wybór źródeł, oprac. B. Leśnodorski, Wrocław (1949) "Biblioteka Narodowa" seria I, nr 130
3. H. Kołłątaj: Mowy na sejmie teraźniejszym r. 1791, Warszawa 1791
4. Tajna korespondencja z Warszawy do Ignacego Potockiego, 1792-1794, oprac. M. Rymszyna, A. Zahorski, Warszawa 1961 "Studia i Materiały z Dziejów Polski w Okresie Oświecenia" nr 4
5. Akty powstania Kościuszki t. 3, oprac. W. Dzwonkowski, E. Kipa, R. Morcinek, Wrocław 1955
6. Archiwum Wybickiego t. 2 (1802-1822), oprac. A. M. Skałkowski, Gdańsk 1950
7. Materiały do dziejów Komisji Rządzącej z r. 1807, oprac. M. Rostworowski, t. 1, Kraków 1918
8. J. U. Niemcewicz: Pamiętniki czasów moich t. 1-2 (powst. w latach 1823-1838), oprac. J. Dihm (Warszawa) 1957 "Biblioteka Pamiętnikarzy Polskich i Obcych"
9. F. M. Sobieszczański, "Encyklopedia powszechna" Orgelbranda, T. 25 (1867)
10. W. Smoleński: Kuźnica Kołłątajowska, Kraków 1885; przedr. w: Wybór pism, Warszawa 1954.
11. M. Czeppe, Trębicki Antoni Bazyli (1766-1834), w: Polski Słownik Biograficzny, t. LV, Warszawa-Kraków 2023-2024, s. 108-113.